# Frank Rosenblatt
 (décembre 2017).
Si vous disposez d'ouvrages ou d'articles de référence ou si vous connaissez des sites web de qualité traitant du thème abordé ici, merci de compléter l'article en donnant les références utiles à sa vérifiabilité et en les liant à la section « Notes et références ».
Pour les articles homonymes, voir Rosenblatt.
Frank Rosenblatt (né à New Rochelle le 11 juillet 1928 - mort le 11 juillet 1971) est un psychologue américain qui travaille sur l'intelligence artificielle. Principal représentant du « courant neuronal », qui voulait construire celle-ci à partir de la conception du réseau neuronal humain, il développe sur ce modèle le perceptron en 1957 à l'Université Cornell.

## Biographie
Dès 1956, date de la Conférence de Dartmouth, ses travaux sont financés par l'Office of Naval Research, la National Science Foundation prenant le relais en 1962. Dans un rapport de 1958 à l'ONR, il met ainsi en cause la capacité du calcul booléen à représenter les opérations de l'intelligence humaine.
La tendance représentée par Rosenblatt est éclipsée par ceux espérant créer l'intelligence artificielle sur le modèle du fonctionnement des premiers ordinateurs, en particulier par les auteurs de Perceptrons (1969) qui critiquent Rosenblatt : Marvin Minsky et Seymour Papert. Aujourd'hui, il est parfois considéré comme l'un des précurseurs du connexionnisme.
Rosenblatt contribue également au domaine de l'astronomie, en décrivant dans un article de 1970 une méthode pour détecter par photométrie des transits d'exoplanètes, et dans lequel il estime qu'il est possible de découvrir une exoplanète par an avec cette méthode. Ses travaux seront repris par William Borucki dans un article de 1984 sur la détection de planètes de grande taille. 
Rosenblatt est mort le jour de son 43e anniversaire, dans un accident de bateau.